# Kerning
Termínem kerning, česky vyrovnání, rozpal, vyrovnání rozpalů případně podřezávání, se v typografii označuje úprava mezer mezi určitými dvojicemi písmen. Cílem je zlepšení optického dojmu z textu. Po vyrovnání je mezi každými dvěma sousedícími písmeny mezera o stejné ploše.
Příkladem použití kerningu je přiblížení písmen V a A. Pokud by tato písmena spolu sousedila a mezi oběma písmeny by byla zachována stejná vzdálenost jako např. mezi písmeny A a L, vytvářelo by to dojem širší mezery. Nevyrovnané slovo VAL pak opticky téměř vypadá jako by bylo psáno s mezerou, V AL. Po vyrovnání se základní plochy sousedících písmen překrývají, jedno písmeno je mírně „podsunuto“ pod druhé.
Kromě častějšího záporného kerningu se v některých případech vyskytuje i kladný kerning, kdy se písmena od sebe o něco více odsunou. K takové situaci dochází nejčastěji u znaků s diakritikou, ale nejen u nich.
S kerningem se někdy plete prostrkání, což je stejnoměrné roztažení mezipísmenové mezery v nějakém úseku textu, použité pro zvýraznění nebo grafickou úpravu.

## Kerning v klasické sazbě

Příklad písmene s podříznutím v olověné sazbě (vlevo: normální písmeno)

V klasické sazbě s použitím liter se vyrovnávání dosahovalo tak, že se některé litery musely podříznout (odtud název), takže některý z rohů přečníval, např. u písmene T horní rameno. Odpovídající litery pak mohly být sesazeny blíže k sobě.
Alternativou je pro běžné páry použít slitky, tzn. již předpřipravené dvojice písmen na jediné liteře.

## Kerning v počítačové sazbě
Dnešní softwarové vybavení pro sazbu (DTP programy) již vyrovnávání zařizuje automaticky. Již součástí definice písma (fontu) je sada kerningových párů a příslušných vyrovnání. Pečlivější sazeči však mohou tento automatický proces na problematických místech ručně doladit.
Některé programy umí domyslet kerningové informace i tam, kde chybí, na základě geometrických tvarů znaků. Tato schopnost se označuje jako autokerning.
Většina běžných textových editorů, které si nekladou ambice být plnohodnotnými sázecími systémy, kerning nepoužívá, což se ovšem negativně projevuje na čitelnosti a estetické kvalitě jejich výstupu. Oproti tomu nejrozšířenější textové procesory Microsoft Word a LibreOffice Writer kerning používají.